# Linda Spåman
Linda Spåman, född 24 april 1976, är en svensk författare, konstnär, scenograf och illustratör. Hon har studerat vid Högskolan för design och konsthantverk (2000–2005).
Som författare debuterade Spåman 2005 med serieromanen Kötthuvudet. Debuten följdes av Misslyckat självmord i Mölndals bro. 2012 fick hon motta Albert Bonniers stipendiefond för yngre och nyare författare. År 2013 släpptes boken Brf Ensamheten.

## Priser och utmärkelser
- 2012 – Albert Bonniers stipendiefond för yngre och nyare författare
- 2012 – Västra Götalandsregionens Kulturstipendium 2012 i kategorin Litteratur
- 2013 – Svenska Serietecknares "Kolla!" Guldpris i kategorin Illustrationer/Serieromaner
- 2013 – Konstnärsnämndens ettåriga konstnärsstipendium